# Plateaux (Congo-Brazzaville)
Plateaux is een regio in Centraal-Congo-Brazzaville.
De regio meet 38.400 vierkante kilometer en telde in 2008 een berekend aantal van zo'n
180.000 inwoners. De regionale hoofdplaats is Djambala.

## Grenzen
De regio Plateaux grenst aan twee van Congo-Brazzaville's buurlanden:
- De provincie Haut-Ogooué van Gabon in het westen.
- Twee provincies van de Democratische Republiek Congo waarvan het gescheiden wordt door de Kongostroom:
  - Evenaarsprovincie in het zuidoosten.
  - Bandundu in het oosten.

Verder grenst Plateaux nog aan drie andere regio's:
- Cuvette ten noorden.
- Pool ten zuiden.
- Lékoumou ten zuidwesten.

## Districten
De regio is onderverdeeld in elf districten:
- Abala
- Allembé
- Djambala
- Gamboma
- Lékana
- Makotipoko

- Mbon
- Mpouya
- Ngo
- Ollombo
- Ongoni

Bouenza · Cuvette · Brazzaville · Cuvette-Ouest · Kouilou · Lékoumou · Likouala · Niari · Plateaux · Pointe-Noire · Pool · Sangha